# منوچهر شفیانی
منوچهر شفیانی (زادهٔ ۱۳۱۹ در مسجد سلیمان – درگذشتهٔ ۱۳۴۶ خورشیدی در تهران) نویسنده و روزنامه‌نگار ایرانی بود. شفیانی از آغازگران ادبیات داستانی پست مدرن در ایران و نیز از شاخص‌های ادبیات فولکلوریک است.

## زندگی
منوچهر شفیانی به سالِ ۱۳۱۹ در مسجد سلیمان، استان خوزستان زاده شد. پدرش علی شفیانی (معروف به میرزا علی خان) از طایفه باورصاد بود، که یکی انشعابات باب کیان‌ارثی از شاخه چهارلنگ در ایل بختیاری است. شفیع‌خان سهونی، جد منوچهر شفیانی، هم‌پیمان محمدتقی‌خان بختیاری؛ حاکم مقتدر بختیاری در عصر قاجاریه بود. منوچهر سومین فرزند پسر خانوادهٔ شفیانی بود. شکل‌گیری شخصیت منوچهر شفیانی در شهر مسجد سلیمان صورت پذیرفت.
دوران دبیرستان را در «دبیرستان سینا» مسجد سلیمان سپری کرد. پس از پایان تحصیلات متوسطه به عنوان سپاهی دانش به روستاهای محروم رفت. تجربهٔ همین دوره از زندگی او بود که دستمایهٔ داستان‌هایش شد؛ داستان‌هایی که در آن‌ها به زندگی مردم فقیر و محروم روستایی — چه از منظر اقتصادی و چه از منظر فرهنگی — می‌پرداخت. او پس از پایان دورهٔ سپاهی دانش برای ادامهٔ تحصیل مدتی به آلمان مسافرت کرد. در همان زمان بود که خاطره‌اش در کاخ جوانان کلن را دستمایهٔ داستان «آهنگی به‌نام ابدیت» کرد. با وجود مخالفت‌های شدید خانواده‌اش با وی که به دلیل مواضع سیاسی او از حضورش در تهران بیم داشتند به تهران آمد.
از آن‌جا که از سال‌ها قبل مطالبش در نشریات تهران منتشر می‌شد، ورودش به تهران با استقبال نشریات و روزنامه‌های ادبی طراز اول ایران قرار گرفته و به وی پیشنهادهای کاری بسیاری شد؛ از میان آنان دعوت مجلهٔ خوشه را پذیرفت؛ قبل از احمد شاملو او مدتی سردبیر «خوشه» بود و در همان زمان مجلهٔ فردوسی هر هفته مطلبی از او داشت؛ سپس سردبیر مجلهٔ ترقی شد..

## مضمون و درون‌مایه
شفیانی از روزنامه نگاران آزاداندیش و آزادیخواه دهه ۴۰ شمسی ست که سردبیری دو مجله خوشه و ترقی را در کوتاه زمان عمرش در کارنامه دارد.
شفیانی را می‌توان از نویسندگانی دانست که در قصه‌های فولکلوریک ایران روش نوینی در قصه‌نویسی را با زمینهٔ روستا ابداع نمود. پس از وی افراد دیگری نیز به تبعیت از او به این کار پرداختند که از آن جمله می‌توان به امین فقیری و بهرام حیدری اشاره کرد.
شفیانی در داستان‌های خود تأکید ویژه‌ای روی جهل و خرافه‌پرستی شخصیت‌های داستان‌هایش داشت. او داستان‌های خود را در مجلات «ترقی» و «خوشه» منتشر می‌کرد.
نکته‌ای که شفیانی در تمام داستان‌های با زمینهٔ روستایی برجای مانده از خود به‌نوعی فریاد کرده است فقر اقتصادی و فرهنگی و جهل کهنسالی بود که صفا و صمیمیت را از چهره روستا زدوده بود پیامد آن نابودی زندگی روستایی و فرار روستاییان به شهر است. او در هر داستان علت‌هایی را که دغدغهٔ وی بوده و منشأ این معضل دانسته مطرح کرده است.
در خصوص مضمون و درون مایه آثار منوچهر شفیانی آنچه که براساس تحلیل گفتمانی و محتوایی آثار ایشان نمود عینی دارد انتقادی عمیق به جهل و بیسوادی ریشه دار و اوضاع موجود فکری و فرهنگی در میان مردم سرزمینش بود که نشان از آن داشت که دردهای مشترک مردم سرزمینش را می‌دانست. بایدها و نبایدها در چرایی معضلات نسل جوان فقر شدید فرهنگی مردم کشورش، سوء استفاده‌های از دین و اعتقادات مردمش توسط دین فروشان آن زمان حتی برای عرب زدگی که او می‌گفت همزاد غربزدگی ست.
او در میانه کشاکش گروه‌ها و جریان‌های سیاسی که در آن روزگار در ایران فعال بودند عضو هیچ جریان یا جناح سیاسی نبود. او جوانی عاشق ایران با سری پرشور بود که در آرزوی ترقی کشور و عاشق آزادی بود.

## آثار
در سال ۱۳۵۵ بخشی از داستان‌های منوچهر شفیانی جمع‌آوری شد و در کتاب کوچکی به نام معامله‌چی‌ها منتشر شد. انتشارات امیرکبیر در سال ۵۷، این داستان‌ها را به همراه دیگر داستان‌های شفیانی با عنوان قرعهٔ آخر منتشر کرد. این کتاب بعد از آن هیچگاه تجدید چاپ نشد.
همین‌طور از او ترجمهٔ اشعاری از فدریکو گارسیا لورکا و چند داستان نیمه‌تمام بر جای مانده است که او هیچ‌گاه مجال اتمام آن‌ها را نیافت.
دوره پنج جلدی از مجموعه آثار منوچهر شفیانی در سال ۹۵ به کوشش محسن حیدری در نشر تمتی منتشر شد.
جلسه رونمایی از دوره پنج جلدی مجموعه آثار منوچهر شفیانی، داستان‌نویس، روزنامه‌نگار و پژوهشگر فرهنگ عامه بختیاری، سردبیر مجله خوشه و ترقی در دهه چهل و بنیان‌گذار ادبیات اقلیمی جنوب، در محل موزه شهر زادگاهش با حضور قباد آذرآیین و غلامرضا رضایی (داستان‌نویس) در مسجدسلیمان برگزار شد.

## مرگ
در تاریخ ۱۷ مهر ۴۶ منوچهر شفیانی در تهران درگذشت.

## پی‌نوشت
1. ↑  «بنیاد ادبیات داستانی ایرانیان:مرگ منوچهر شفیانی». بایگانی‌شده از اصلی در ۶ سپتامبر ۲۰۱۵. دریافت‌شده در ۲۹ اکتبر ۲۰۱۹.
2. ↑  «یوسفی، رامین. نقد مجموعه داستان لالی اثر بهرام حیدری، ۴ دی ۱۳۸۸». بایگانی‌شده از اصلی در ۱۸ سپتامبر ۲۰۱۱. دریافت‌شده در ۲۳ مه ۲۰۱۱.
3. 1 2  خدادادیان، فرشید. «ویژه‌نامهٔ ندای جنوب» ۸۴/۱۲/۲۸
4. 1 2  «داستان آدینه (۴): «قرعهٔ آخر» اثر منوچهر شفیانی، از کتاب «قرعهٔ آخر» انتشارات امیرکبیر - ۱۳۵۶». بایگانی‌شده از اصلی در ۱ نوامبر ۲۰۱۰. دریافت‌شده در ۲۳ مه ۲۰۱۱.
5. ↑  رجوع شود به قسمت بریدهٔ جراید و اسناد در سایت اختصاصی منوچهر شفیانیwww.shafiani.com
6. ↑  اطلاعات هفتگی ۲ آذر ۱۳۴۷
7. 1 2  صد سال داستان‌نویسی ایران، [ویراست دوم]، حسن عابدینی، تهران: نشر چشمه، ۱۳۸۰
8. ↑  بختیار، تهمینه. «وبگاه اختصاصی منوچهر شفیانی»
9. ↑  «انتشار مجموعه آثار منوچهر شفیانی پس از نیم قرن». ایسنا.
10. ↑  شفیانی، منوچهر. «رونمایی از آثار منوچهر شفیانی در مسجدسلیمان». خبرگزاری دانشجویان ایران (ایسنا). دریافت‌شده در صفحه اصلی عناوین کل اخبار اجتماعی اقتصادی سیاسی علمی و آموزشی فرهنگی و هنری ورزشی عکس شهرستان‌ها ویدئو سایت مرکزی ایسنا شنبه ۲ شهریور ماه، ۱۳۹۸. تاریخ وارد شده در |تاریخ بازبینی= را بررسی کنید (کمک)